# ワインド-アップ・レコーズ
ワインド-アップ・レコーズ（Wind-Up Records）は、ニューヨークを拠点とするレコード・レーベル。1997年3月設立の Wind-up Entertainment Inc. の一部門で、同年に買収したグラス・レコードを基盤として営業を開始した。
映画『デアデビル』や『パニッシャー』のサウンドトラック、クリードのアルバム『ヒューマン・クレイ』やエヴァネッセンス『フォールン』のヒットで飛躍し、その後もアルター・ブリッジ『ワン・デイ・リメインズ』などヒットを出し続けて北米最大級のインディペンデント・レーベルに成長した。
2011年10月31日、創設者のAlan Meltzerが67歳で逝去 。
2013年10月、ワインド-アップ・レコーズ所属アーティストの大半（クリード、エヴァネッセンス、シーザーを含む）の版権を Bicycle Music Companyが買収し、Concord Music Groupから配給されることになった。2015年5月には、Concord Bicycle Musicは残りのワインド-アップ・レーベルも買収した。
配給は米国内はソニー・ミュージックエンタテインメント (米国)が、国際的にはユニバーサル・ミュージック・グループが行っている。

## 主な契約アーティスト
- Civil Twilight
- Jillette Johnson
- The Griswolds
- The Virginmarys
- Young Guns
- Strange Talk
- The Revivalists
- ファイブ・フォー・ファイティング（シングル「Slice」より契約）
- Crobot
- Filter
- SPEAK
- Genevieve
- Aranda

### かつて契約していたアーティスト
- 12ストーンズ（12 Stones、2010年解約）
- アルター・ブリッジ（1stアルバムのみ）
- ボーイセッツファイア（Boysetsfire、2nd、3rdアルバムのみ）
- ブレーキング・ポイント（2007年解散）
- ドラウニング・プール（2006年解約）
- ベン・ムーディー
- ベイサイド（Bayside）
- エヴァネッセンス
- カルテル
- クリード
- フィンガー・イレヴン（Finger Eleven）
- ホーソーン・ハイツ
- O.A.R.（オブ・ア・レヴォリューション）（O.A.R.）
- エミリー・オスメント
- スコット・スタップ
- シーザー

## 外部サイト
- Official Site of Wind-up Records
- ワインド-アップ・レコーズ - Myspace
- ワインド-アップ・レコーズ - YouTubeチャンネル